# Andrea Faccini
Andrea Faccini (ur. 23 sierpnia 1966 w Lugagnano Val d’Arda) – włoski kolarz torowy, dwukrotny medalista mistrzostw świata.

## Kariera
Największym sukcesem w karierze Andrei Facciniego było zdobycie wspólnie z Roberto Nicottim srebrnego medalu w wyścigu tandemów podczas mistrzostw świata w Wiedniu w 1987 roku. W wyścigu tym Włosi ulegli jedynie Francuzom w składzie: Fabrice Colas i Frédéric Magné. Ponadto w parze z Federico Parisem Faccini wywalczył w tej samej konkurencji brązowy medal na mistrzostwach świata w Lyonie rozgrywanych w 1989 roku.Odpadł w drugiej rundzie sprintu na igrzyskach olimpijskich w 1988 w Seulu.